# Xero
Xero是一所主要研发云计算會計系統的软件公司，主要服务对象是中小型企业。Xero的总部位于新西兰惠灵顿，并在澳大利亚、英国和美国设有分公司。Xero在澳大利亚证券交易所上市。 （页面存档备份，存于）
Xero的产品以软件即服务（SaaS）为基础框架。

## 发展历史
Xero是由Rod Drury和一部分会计师创立的，Xero认为传统的应用软件已经过时并决定建立一个现代化的云计算产品。2006年，Xero 在新西兰惠灵顿正式成立。2011年，Xero进军澳大利亚市场，2012年，Xero进军英国市场和美国市场。

### 资金状况
2007年6月5日，Xero在新西兰证券交易所1500万美元（NZD）首次公开募股并在其首个交易日获得15％的股份。为了防止上市后Xero会迫于压力被出售给竞争对手，Xero不在美国硅谷上市。2012年11月8日，Xero在澳洲證券交易所上市。

### 收购记录
自成立以来，Xero收购了许多公司。2011年7月，Xero收购了澳大利亚公司Paycycle。2012年7月，Xero收购Spotlight Workpapers。同年，Xero收购了WorkflowMax。2013年，Xero进军美国市场。

### 人事

#### 新西兰
截至2015年12月14日，Xero新西兰部的总经理由Victoria Crone担任。2016年Victoria Crone辞职。
2015年12月21日，Anna Curzon任Xero新西兰部的新任总经理。

#### 美国
2014年2月24日，微软和通用汽车纽约总部的前任首席财务官Chris Liddell成为了董事会的新任主席。
2014年2月24日，PayPal的前任副总裁Peter Karpas被任命为Xero北美部的首席执行官。但是仅6个月后Peter Karpas便被迫离职。
2015年2月24日，Adobe Systems和Dell前任营销主管Russell Fujiokawas成为Xero北美部的总裁.

### 争议
在Glassdoor的公司评价，Xero评价在2021年4月出现大量正面评价 （页面存档备份，存于），使本来下降的评价分数重新回到4.2分，使社区中有人怀疑Xero评价造假 （页面存档备份，存于）。

## 主要竞争对手
Xero在新西兰Xero的主要竞争对手是澳大利亚的MYOB。此外，美国公司QuickBooks也是Xero的主要竞争对手。